# Afrikaner
Afrikaner är personer som bor i eller härstammar från Afrika. Ofta avser man en person med svart eller mörk hudfärg boende söder om Sahara. Begreppet är dock i modern tid inte alls alltid relaterat till just hudfärgen. Det kan idag ofta istället handla om personer med medborgarskap i afrikanska länder. I många afrikanska länder (t.ex. Sydafrika, Angola och Zambia) utgör vita en betydande minoritet och de benämns ofta som vita afrikaner.
Eftersom människoarten homo sapiens uppstod för ca 100 000 år sedan i Afrika och sedan vandrade därifrån till resten av världen så kan man säga att alla människor har afrikansk härkomst på ett eller annat sätt.
Användningen av begreppet afrikaner har kritiserats för att vara alltför svepande. Kritikerna menar att det finns stora skillnader mellan t.ex. Nordafrika och Afrika söder om Sahara. De pekar på de otydligheter, inte minst historiskt, som finns inbyggda i begreppet. Namnet Afrika kommer från romarnas africa terra "afernas land". På den tiden avsågs dock inte hela den kontinent som vi i dag benämner Afrika, utan romarna menade då en del av Nordafrika, särskilt landet runt dagens Tunisien. Kritiken pekar också på att man inom forskningen ofta exkluderar personer med europeisk eller sydasiatisk härkomst från gruppen "afrikaner" och att den vetenskapliga användbarheten av begreppet kan ifrågasättas.
I Nordamerika benämns personer med afrikansk härkomst ofta som afroamerikaner, medan man i Karibien och Centralamerika kan tala om afrokaribier.

## Etniska grupper
Det har gjorts många försök att klassificera den afrikaner i olika grupper, detta utifrån olika håll så som språk, "ras" och ekonomi. Den indelning som fått fäste är gjord av Joseph Greenberg och bygger på språkinlärning snarare än geografiska, etniska eller andra icke-språkliga kriterier. De fyra grupperna enligt honom är:
- Niger-Kongospråk
- Nilo-sahariska språk (Nilosaharer)
- Afroasiatiska språk (etnisk grupp: Afroasiater)
- Khoisanspråk (etnisk grupp: Khoisan)